# Словник церковно-обрядової термінології
Словник церковно-обрядової термінології — термінологічний словник, виданий у 2001 видавництвом Свічадо. Автор — Наталія Пуряєва.
Містить близько 2 тисяч тлумачень найменувань спеціальних понять та реалій східнохристиянського церковного обряду, що є спільним для таких традиційних українських християнських конфесій, як Українська Автокефальна Православна Церква (УАПЦ), Українська Греко-Католицька Церква (УГКЦ), Українська Православна Церква Київського Патріархату (УПЦ КП). Відображена номенклатура богослужбових книг та еортоніми — назви церковних свят, постів, днів, тижнів.
Подає термінографічний опис сучасного стану української церковно-обрядової термінології.
Фіксує фонетичні, словотвірні, лексичні, синтаксичні та орфографічні варіанти церковно-обрядових термінів. У разі, коли термін позначає реалію, наявну в церковному обряді лише однієї з конфесій або ж «конфесійно закріпленою» виступає назва спільної для всіх конфесій церковно-обрядової реалії, такі терміни супроводжуються позначками, що вирізняють реалії чи назви, властиві лише для УГКЦ, від реалій чи назв, властивих для УПЦ та УАПЦ.
Вихідні дані
- Пуряєва Н. В. Словник церковно-обрядової термінології. — Львів : Свічадо, 2001. — 160 с. — ISBN 996-561-228-X.